# Hiệu ứng chân lý ảo tưởng
Hiệu ứng chân lý ảo tưởng (hiệu ứng ảo tưởng chân lý, hiệu ứng xác thực, hiệu ứng sự thật, hiệu ứng nhắc lại) là xu hướng tin thông tin sai là đúng sau khi tiếp xúc nhiều lần. Hiện tượng này lần đầu tiên được xác định trong một thí nghiệm năm 1977 tại Đại học Villanova và Đại học Temple. Khi đánh giá tính xác thực, người ta sẽ xem liệu thông tin có phù hợp với sự hiểu biết của họ, hoặc có khiến họ cảm thấy quen thuộc không. Điều kiện thứ nhất, sự tương đồng với sự thật đã biết, có tính chất logic. Những mệnh đề lặp lại nhiều lần sẽ được xử lý dễ dàng hơn so với những mệnh đề mới chưa lặp lại, khiến người ta dễ tin hơn vào tính xác thực của chúng. Hiệu ứng chân lý ảo tưởng cũng có liên quan đến thiên lệch nhận thức muộn - hiện tượng gợi nhớ sai lệch mức độ tự tin sau khi biết sự thật.
Trong một nghiên cứu năm 2015, các nhà nghiên cứu đã phát hiện ra sự quen thuộc có ảnh hưởng lớn hơn tính hợp lý và nếu ai đó liên tục tiếp xúc với ý kiến cho rằng một sự thật nào đó là sai, niềm tin của họ có thể sẽ thay đổi. Các nhà nghiên cứu cho rằng tác động của hiệu ứng chân lý ảo tưởng lên những người tham gia đã biết câu trả lời chính xác, nhưng lại bị thuyết phục thay đổi niềm tin bởi sự lặp lại các thông tin sai là hệ quả của "thuận lợi trong xử lý".
Hiệu ứng chân lý ảo tưởng đóng vai trò quan trọng trong nhiều lĩnh vực như bầu cử, quảng cáo, truyền thông tin tức và tuyên truyền chính trị.

## Nghiên cứu ban đầu
Năm 1977, hiệu ứng này lần đầu tiên được đặt tên và định nghĩa, dựa trên kết quả của một thí nghiệm yêu cầu các đối tượng đánh giá tính xác thực của một số mẩu thông tin nhỏ tại Đại học Villanova và Đại học Temple.
Các nhà nghiên cứu Lynn Hasher, David Goldstein và Thomas Toppino cho một nhóm sinh viên đại học xem lần lượt ba danh sách, mỗi danh sách gồm sáu mươi mệnh đề đúng hoặc sai, nhưng đều trông khá hợp lý. Lần lượt hai và bốn tuần sau danh sách đầu, nhóm thí nghiệm tiếp tục đưa danh sách thứ hai và thứ ba. Có hai mươi mệnh đề xuất hiện trong cả ba danh sách, còn những mệnh đề khác chỉ được liệt kê một lần duy nhất. Những người tham gia có nhiệm vụ đánh giá mức độ tin tưởng vào tính xác thực của các mệnh đề trên thang điểm từ 1 đến 7. Nội dung của những mệnh đề này là những chủ đề mà các đối tượng gần như không có hiểu biết gì, như "Căn cứ không quân đầu tiên được thành lập ở New Mexico" hoặc "Bóng rổ trở thành một bộ môn thi đấu chính thức tại Thế vận hội vào năm 1925". Kết quả cho thấy mức độ tin tưởng của họ vào những mệnh đề không lặp lại sẽ không đổi, nhưng lại tăng dần từ 4,2 đến 4,6 rồi 4,7 với những mệnh đề lặp lại. Các nhà nghiên cứu kết luận rằng việc lặp lại một tuyên bố sẽ khiến nó có vẻ thật hơn.
Năm 1989, Hal R. Arkes, Catherine Hackett và Larry Boehm tái hiện nghiên cứu gốc; kết quả của thí nghiệm này cũng tương tự thí nghiệm trước: tiếp xúc với thông tin sai lệch sẽ khiến mức độ xác thực và lý tính chủ quan của thông tin đó thay đổi.
Hiệu ứng này có tác dụng vì khi mọi người đánh giá tính xác thực, họ sẽ dựa vào sự tương đồng với hiểu biết từ trước, hoặc mức độ quen thuộc của thông tin đó. Đối với điều kiện đầu, họ sẽ đánh giá theo logic bằng cách so sánh thông tin mới với sự thật đã biết, rồi xem xét độ tin cậy của cả hai. Tuy nhiên, các nhà nghiên cứu lại phát hiện ra rằng sự quen thuộc có ảnh hưởng mạnh hơn tính hợp lý nhiều đến mức việc nghe lặp đi lặp lại rằng một sự thật nào đó là sai có thể gây ra một tác động nghịch lý.

## Liên hệ đến các hiện tượng khác

### Thuận tiện trong xử lý
Ban đầu, hiệu ứng chân lý ảo tưởng được cho là chỉ xảy ra khi các cá nhân không chắc chắn về luồng thông tin mới. Các nhà tâm lý học cũng cho rằng những tiêu đề "kỳ quặc" sẽ không gây ra hiệu ứng này. (Tuy nhiên, một vài nghiên cứu gần đây lại cho thấy hiệu ứng chân lý ảo tưởng thực sự gây ra niềm tin sai lầm vào tin giả.)
Năm 2015, một nghiên cứu đăng trên tạp chí Journal of Experimental Psychology của Lisa K. Fazio, Nadia M. Brasier, B. Keith Payne và Elizabeth J. Marsh đã đặt ra những thách thức đối với giả định trên. Nghiên cứu này cho rằng việc lặp lại những thông tin sai đã tạo nên hiệu ứng chân lý ảo tưởng, ảnh hưởng đến cả những người thực sự biết câu trả lời chính xác và khiến họ thay đổi niềm tin. Ví dụ: sau khi đọc mệnh đề "Sari là tên của chiếc váy kẻ sọc ngắn của người Scotland" nhiều lần, một số đối tượng đã tin rằng đó là sự thật, dù trước đó họ đã có thể trả lời chính xác câu hỏi "Tên chiếc váy xếp nếp truyền thống của vùng Scotland là gì?".
Sau khi tái hiện thí nghiệm trên và thu về cùng kết quả, Fazio và cộng sự của cô cho rằng hiện tượng kỳ lạ này là hệ quả của thuận lợi trong xử lý, cơ sở nhận thức thông tin ở người. Nhóm nghiên cứu giải thích: "Sự lặp lại khiến các mệnh đề được xử lý dễ dàng hơn (thuận lợi) so với các mệnh đề mới và (đôi khi) dẫn người ta đến kết luận sai lầm rằng chúng đáng tin hơn." Khi một người tiếp xúc điều gì đó lần thứ hai hoặc thứ ba, não của họ sẽ phản ứng nhanh hơn và quy kết sai sự thuận lợi đó là dấu hiệu của sự thật.

### Thiên lệch nhận thức muộn
Trong một nghiên cứu năm 1997, Ralph Hertwig, Gerd Gigerenzer và Ulrich Hoffrage cho rằng hiệu ứng chân lý ảo tưởng và sự gợi nhớ sai lầm mức độ tự tin sau khi nhận biết sự thật, hay thiên lệch nhận thức muộn, có liên quan đến nhau. Theo họ, hiệu ứng chân lý ảo tưởng (cách gọi của họ: "hiệu ứng nhắc lại") là một tập hợp con của thiên lệch nhận thức muộn.

## Các nghiên cứu khác
Trong một nghiên cứu năm 1979, những người tham gia vẫn nhận thấy những mệnh đề lặp lại đúng hơn những mệnh đề không lặp dù đã có cảnh báo từ trước.
Các nghiên cứu vào năm 1981 và 1983 cho thấy rằng những thông tin tổng hợp từ kinh nghiệm gần có xu hướng được coi là "thuận lợi và quen thuộc" hơn các kinh nghiệm mới. Một nghiên cứu năm 2011 của Jason D. Ozubko và Jonathan Fugelsang củng cố kết luận trên, bằng cách chứng minh rằng, nói chung, thông tin lấy từ ký ức "thuận lợi và quen thuộc hơn so với lần đầu biết" và từ đó gây ra ảo tưởng. Hiệu ứng xuất hiện rõ ràng hơn khi lặp lại các mệnh đề hai lần, rồi bốn lần. Từ đó, các nhà nghiên cứu kết luận rằng truy xuất bộ nhớ có thể tăng mạnh (thứ gọi là) tính xác thực của các mệnh đề. Họ cũng cho rằng có thể quan sát hiệu ứng của ảo tưởng này mà không cần trực tiếp thăm dò các tuyên bố thực tế được đề cập.
Ian Maynard Begg, Ann Anas và Suzanne Farinacci, trong một nghiên cứu năm 1992, nhận định rằng một mệnh đề sẽ có vẻ đúng hơn nếu thông tin mà nó mang lại quen thuộc với người tiếp nhận.
Một thí nghiệm khác năm 2012 của Danielle C. Polage cho thấy một số đối tượng tiếp xúc với những câu chuyện từ tin giả sẽ tiếp tục có những ký ức sai lệch. Kết quả của thí nghiệm cho thấy việc lặp lại các tuyên bố sai sẽ làm tăng độ tin cậy của chúng và cũng có thể gây ra lỗi.
Năm 2014, Eryn J. Newman, Mevagh Sanson, Emily K. Miller, Adele Quigley-McBride, Jeffrey L. Foster, Daniel M. Bernstein và Maryanne Garry đã thực hiện một nghiên cứu yêu cầu những người tham gia đánh giá mức độ xác thực những phát biểu của nhiều người. Một số người trong số này có tên dễ phát âm hơn so với những người khác. Nhìn chung, tuyên bố của những người có tên dễ phát âm hơn cũng được đánh giá cao hơn. Các nhà nghiên cứu kết luận rằng những điều chủ quan, ngoài lề lại có thể có ảnh hưởng lớn lên quá trình đánh giá thông tin có nguồn.

## Các ví dụ
Dù khoa học mới chỉ chứng minh hiệu ứng chân lý ảo tưởng trong những năm gần đây, ảnh hưởng của nó đã xuất hiện từ nhiều thiên niên kỷ trước.
Thành ngữ tam nhân thành hổ (三人成虎, có nghĩa là "ba người nói có hổ, thiên hạ sẽ tin là có hổ") bắt nguồn từ một câu chuyện trong Chiến Quốc sách - Ngụy sách quyển nhị (战国策 - 魏策二): Nguỵ vương uỷ thác cho đại thần Bàng Thông (龐蔥) trọng trách theo Thái tử sang nước Triệu làm con tin. Trước khi đi, ông tâu với Nguỵ vương: "Nếu có kẻ nói ngoài phố có hổ, Đại vương có tin không?" Nguỵ vương nói không tin. Ông lại hỏi: "Vậy nếu có hai kẻ nói, Đại vương có tin không?" Nguỵ vương do dự: "Trẫm sẽ bán tin bán nghi." Ông hỏi thêm một lần nữa: "Vậy nếu có ba kẻ nói, Đại vương có tin không?" Nguỵ vương đáp: "Ta chắc chắn sẽ tin." Bàng Thông liền nói: "Kỳ thực ngoài phố không có hổ, nhưng chỉ mới ba kẻ nói dối mà Đại vương đã tin. Thần cúi xin Đại vương, khi thần đi rồi, hãy thẩm tra những lời xàm tấu thật kỹ càng, để biết rõ sự thật."
Một nghiên cứu nhận định rằng chính khách người La Mã Cato luôn kết thúc bài phát biểu của mình bằng lời kêu gọi tiêu diệt Carthage ("Ceterum censeo Carthaginem esse Deletendam") vì biết rằng việc lặp lại sẽ khiến người nghe thêm đồng thuận. Nghiên cứu trên cũng cho biết Napoléon đã "nói rằng chỉ có một phép tu từ có tầm quan trọng lớn, cụ thể là phép điệp ngữ"; theo đó, một lời khẳng định lặp đi lặp lại sẽ tự khẳng định chính nó trong tâm trí và "cuối cùng nó sẽ được chấp nhận như sự thật đã chứng minh". Những người khác cũng đã sử dụng hiệu ứng chân lý ảo tưởng gồm có Quintilian, Ronald Reagan, Bill Clinton, George W. Bush, Barack Obama, Donald Trump và nhân vật Marcus Antonius trong vở Julius Caesar (Shakespeare).
Hiệu ứng chân lý ảo tưởng có vai trò quan trọng trong nhiều lĩnh vực khác nhau. Trong các chiến dịch tranh cử, công chúng có thể tin các thông tin sai lệch về một ứng cử viên nếu các quảng cáo truyền hình lặp lại nó. Tương tự, một lượng người xem nhất định có thể nghĩ rằng những tuyên bố vô căn cứ lặp lại về sản phẩm trong quảng cáo đến từ một nguồn khách quan, từ đó thúc đẩy doanh số bán hàng. Hiệu ứng này cũng được sử dụng trong ngành truyền thông tin tức và là mấu chốt của tuyên truyền chính trị.